# Bruno Taut

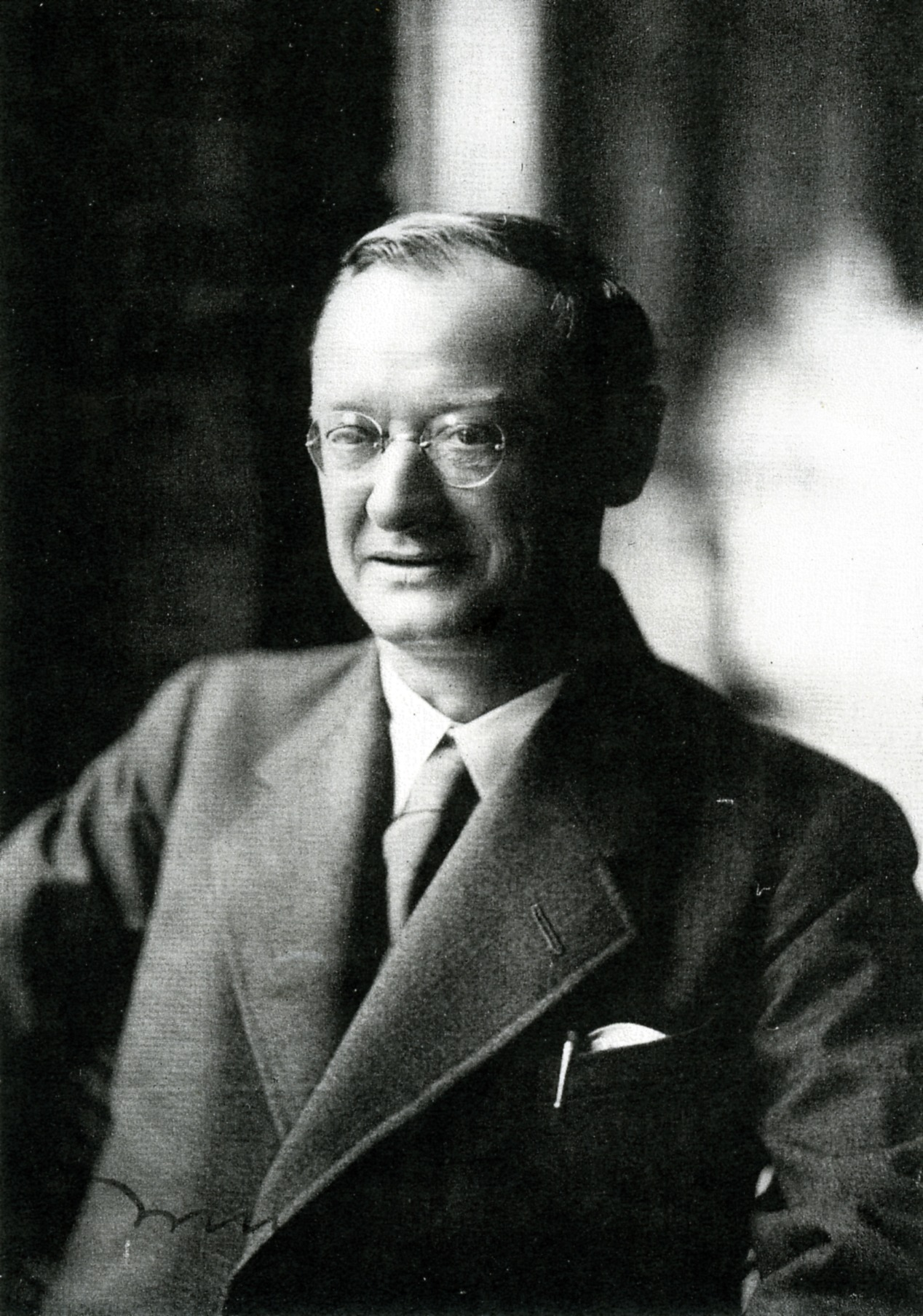
Bruno Taut, um 1934

Bruno Julius Florian Taut (* 4. Mai 1880 in Königsberg i. Pr.; † 24. Dezember 1938 in Istanbul) war ein deutscher Architekt und Stadtplaner. Als Vertreter des Neuen Bauens wurde er vor allem durch die Großsiedlungen in Berlin-Britz (Hufeisensiedlung) und Berlin-Zehlendorf (Onkel Toms Hütte) bekannt. Bruno Taut arbeitete seit 1909 mit Franz Hoffmann in einem gemeinsamen Architekturbüro, in das sein jüngerer Bruder Max Taut (1884–1967) 1912 mit eintrat, der später vor allem durch seine sachlichen Bürobauten bekannt wurde.
Von 1921 bis 1924 war Bruno Taut Stadtbaurat in Magdeburg.

## Leben

### Studium und erstes Architekturbüro
Bruno Taut wuchs als zweiter Sohn des Kaufmanns Julius Taut im ostpreußischen Königsberg auf. Bis 1897 besuchte er das Kneiphöfische Gymnasium und nahm danach eine Ausbildung an der Königsberger Baugewerkschule auf, die er nach drei Semestern erfolgreich abschloss. Im Jahr 1902 arbeitete er bei Fritz Neugebauer in Hamburg und bei Franz Fabry in Wiesbaden. Ein Jahr später bekam er die Möglichkeit, im Büro des bekannten Berliner Architekten Bruno Möhring mit dem Jugendstil und mit den neuen Baumethoden der Verbindung von Stahl und Stein in Berührung zu kommen. Von 1904 bis 1908 arbeitete Taut in Stuttgart bei Theodor Fischer, wo er sich insbesondere Kenntnisse in der Stadtplanung aneignete. Durch Vermittlung von Fischer erhielt Taut 1906 seinen ersten Auftrag mit der Erneuerung der Dorfkirche von Unterriexingen bei Ludwigsburg, die er mit dem Hamburger Maler Franz Mutzenbecher gestaltete. Um ein Studium in den Fächern Kunstgeschichte und Städtebau an der Technischen Hochschule Charlottenburg aufzunehmen, kehrte er 1908 nach Berlin zurück. Ein Jahr später eröffnete er zusammen mit dem Architekten Franz Hoffmann in Berlin das Architekturbüro Taut & Hoffmann; sie warben sogar per Annonce im Jahrbuch der Millionäre. Gemeinsam erledigten sie bis 1914 erste Aufträge wie den Neubau einer Mietshausgruppe in Berlin-Neukölln, Kottbusser Damm 90 / Spremberger Straße 11 / Bürknerstraße 12–14, mit Wohnungen und Läden im Erdgeschoss (1909–1910), Erweiterungsbauten für das 1906 eröffnete Kaufhaus Jandorf, Wilmersdorfer Straße / Pestalozzistraße in Charlottenburg (1912–1913) und die Renovierung der kleinen alten Patronatskirche in Nieden (Uckermark) 1911, die ebenfalls Franz Mutzenbecher mit Farben versah. Noch sind dort sämtliche gestalterischen Maßnahmen von Taut und Hoffmann erhalten. Insbesondere die farbige Fassung der Altargitter gilt als eines der frühen Schlüsselwerke ihrer farbigen Konzeptionen.

### Erste große Projekte

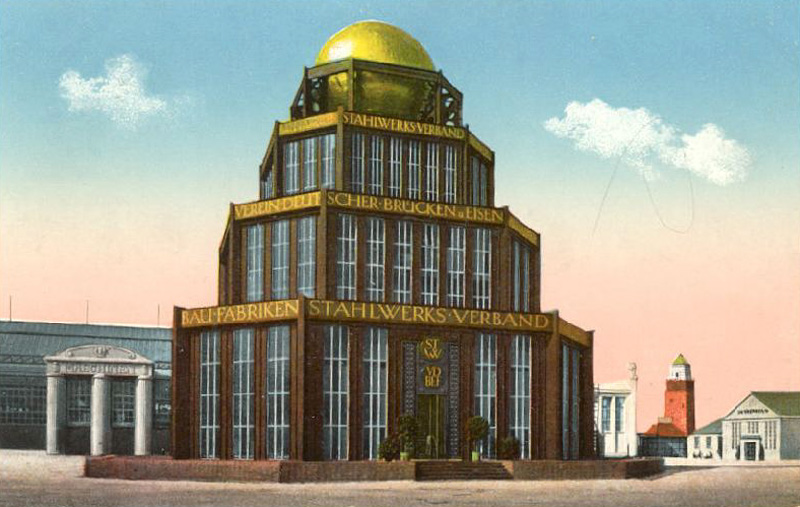
Monument des Eisens auf der Internationalen Baufach-Ausstellung Leipzig 1913

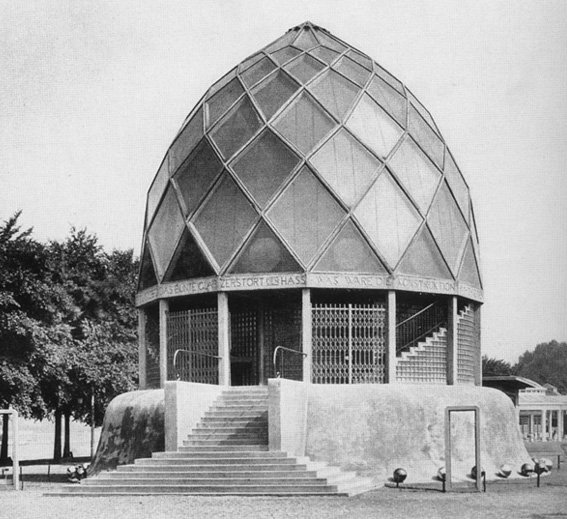
Glashaus-Pavillon auf der Kölner Werkbundausstellung 1914

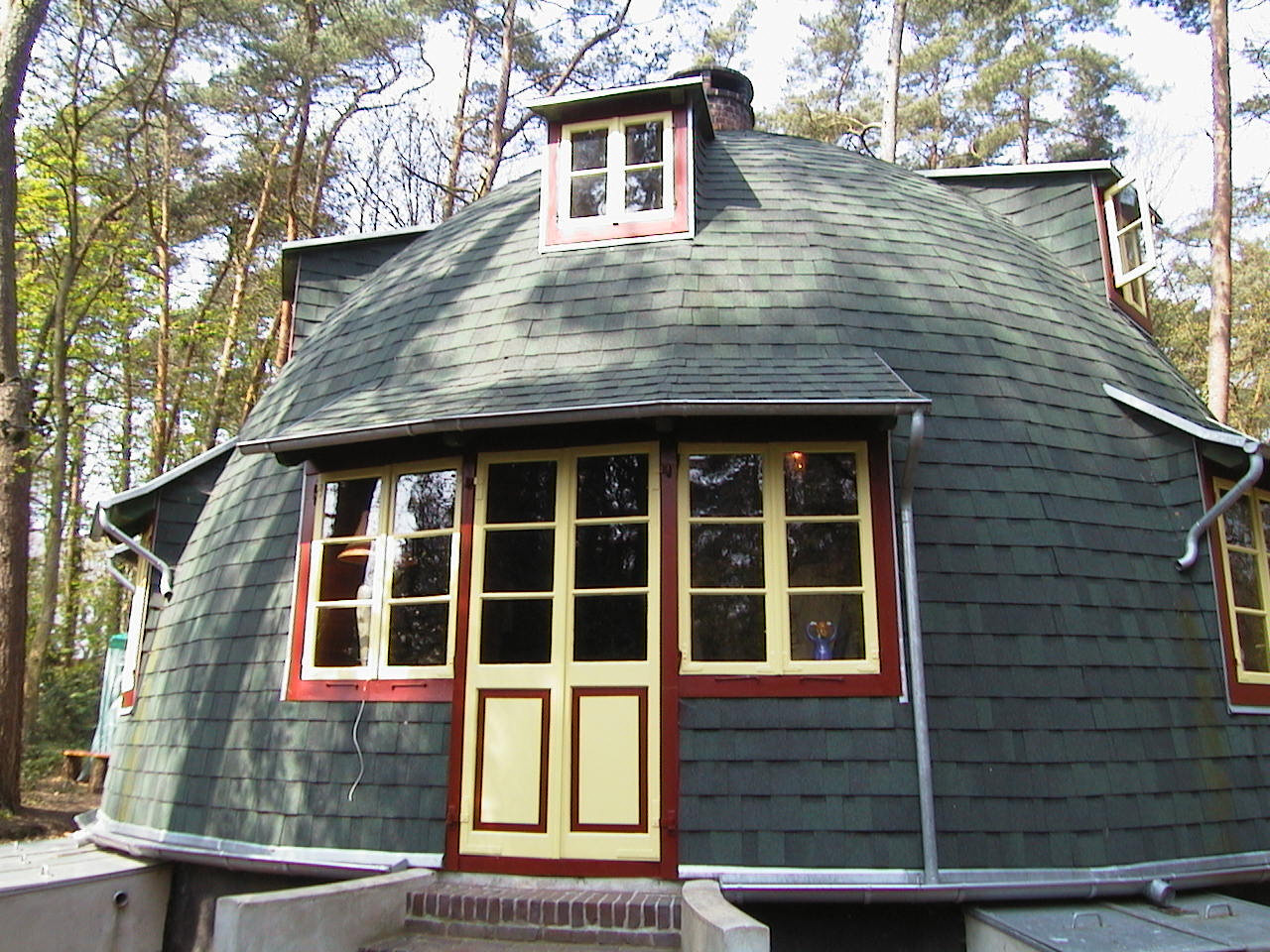
Worpsweder Käseglocke, erbaut 1926

Tauts erste große Projekte nahmen 1913 ihren Anfang, als auch sein jüngerer Bruder Mitglied der Architektensozietät Taut & Hoffmann geworden war. Sowohl in Berlin als auch in Magdeburg erhielt das Büro Aufträge zur Projektierung von Gartensiedlungen, eine neue Bauform, die aus England nach Deutschland gekommen war. Taut wandte in seinen Plänen neue Baumethoden und Gestaltungsmerkmale an, die auch künftig seine Arbeiten auszeichneten und in Deutschland eine neue Stilrichtung, das „Neue Bauen“, ins Leben riefen. Die überwiegend für Arbeiter projektierten Siedlungsbauten erhielten in Nord-Süd-Richtung ausgerichtete Straßenzüge, so dass die Wohnungen ausreichend mit Licht und Luft versorgt waren. Daneben gestaltete er Fassaden und Fassadenelemente mit intensiven Farben, was der Berliner Siedlung „Gartenstadt Falkenberg“ auch die Bezeichnung „Kolonie Tuschkasten“ einbrachte. Mit dem Entwurf des „Monuments des Eisens“ für den Stahlwerksverband und den Verein deutscher Brücken- und Eisenbaufabriken auf der Internationalen Baufach-Ausstellung Leipzig 1913 und mit dem Entwurf des „Glashauses“ für einen Pavillon der Deutschen Glasindustrie in der Kölner Werkbundausstellung erlangte das Trio Taut/Hoffmann erstmals internationale Anerkennung.

### Bruno Taut im und kurz nach dem Ersten Weltkrieg
Während des Ersten Weltkriegs kam die Tätigkeit des Architekturbüros Taut & Hoffmann zum Erliegen, da Tauts Partner bis Januar 1919 Kriegsdienst leisten mussten und er selbst andere Tätigkeiten aufnahm, um als unabkömmlich eingestuft zu werden. So übernahm er die Bauleitung einer Pulverfabrik in Kirchmöser bei Brandenburg, wurde im März 1916 in ein militärisches Neubaubüro in Plaue versetzt und im Januar 1917 zu den Stella-Werken in Bergisch Gladbach, einer Ofenfabrik, abkommandiert. Er lebte in ständiger Angst, doch noch an die Front eingezogen zu werden.
1917 verfasste er ein Antikriegsmanifest und entwarf Friedensdenkmäler. Angewidert vom Elend und der Grausamkeit des Krieges, veröffentlichte er 1918 und 1919 die beiden großen Bildzyklen Alpine Architektur und Auflösung der Städte. Ihr Thema war die Verschmelzung von Architektur und Natur als Friedenswerk. Etwa im gleichen Zeitraum verfasste er die Abhandlung Die Stadtkrone. Hierin skizzierte er seine Vorstellungen von der idealen Stadt und dem idealen menschlichen Zusammenleben. Die Werke wurden erst nach Kriegsende 1918 bis 1920 veröffentlicht.
Beeindruckt von den revolutionären Strömungen der Nachkriegszeit, rief er den „Arbeitsrat für Kunst“ ins Leben, der die Ideen der Novemberrevolution von 1918 in den Bereich der Kunst transformieren sollte. Außerdem startete er unter dem Titel „Die gläserne Kette“ einen geheimen Briefwechsel mit gleichgesinnten Architekten, zu denen auch Walter Gropius und Hans Scharoun gehörten. 1920 entwarf er ein Wärterhaus für eine Magdeburger Ausstellung, das die Stadt allerdings nicht auswählte. Daher konnte Taut seinen Entwurf 1921 lediglich in der Zeitschrift Frühlicht vorstellen. Fünf Jahre später baute der Worpsweder Schriftsteller Edwin Koenemann nach diesen Plänen unter seinem eigenen Namen die „Worpsweder Käseglocke“. Erst in den 1980er Jahren wurde entdeckt, dass es sich bei dem Bauwerk um ein Plagiat handelt.
Mangels anderer Aufträge betätigte sich Taut als Bühnenbildner, so 1921 zum Schillerdrama „Jungfrau von Orleans“ für das Berliner Deutsche Theater.

### Zeit in Magdeburg

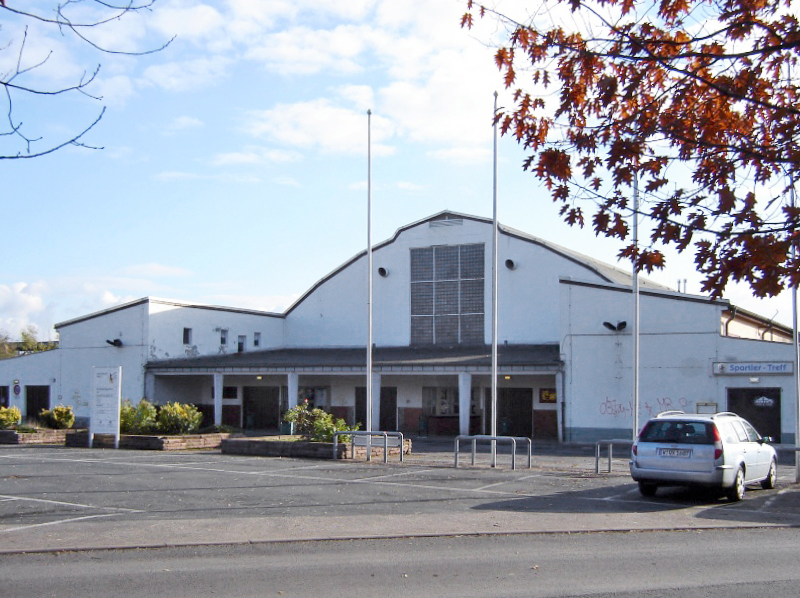
Halle „Stadt und Land“ Magdeburg, 1922

Mit der Gestaltung der „Gartenstadt-Kolonie Reform“ in Magdeburg hatten sich Taut und Hoffmann dort großes Ansehen erworben. Da dringender Bedarf an einer weitreichenden Stadtentwicklung bestand, berief der sozialdemokratische Bürgermeister Hermann Beims 1921 den avantgardistischen und kreativen Architekten Bruno Taut zum Stadtbaurat mit dem Auftrag, für Magdeburg einen Generalsiedlungsplan zu erstellen. Taut umgab sich mit einem Stab junger und gleichgesinnter Architekten wie Johannes Göderitz und Carl Krayl. Neben der Fertigstellung des Generalsiedlungsplans, der bis in die nachfolgenden Jahrzehnte Wirkung zeigte, setzte Taut seine architektonische Farbgebung in Magdeburg konsequent durch. Dazu startete er bereits im Jahr seiner Berufung eine Zeitungskampagne unter dem Titel „Aufruf zum farbigen Bauen“. Bis zur Eröffnung der großen „Mitteldeutschen Ausstellung Magdeburg“ im Jahre 1922 waren in der Innenstadt 80 Hausfassaden nach Tauts Entwürfen farbig gestaltet worden. Obwohl sich Taut damit heftige Kritik von Magdeburger Bürgern einhandelte, geriet die Aktion zu einem erfolgreichen Werbefaktor für die Stadt, die ihr zeitweilig den Titel „Bunte Stadt Magdeburg“ und eine beachtliche Resonanz in der Tages- und Fachpresse einbrachte. Im Zusammenhang mit der Ausstellung entwarf Taut die Ausstellungshalle „Stadt und Land“, die 1922 als sein einziges Magdeburger Einzelbauwerk fertiggestellt wurde.

### Rückkehr nach Berlin

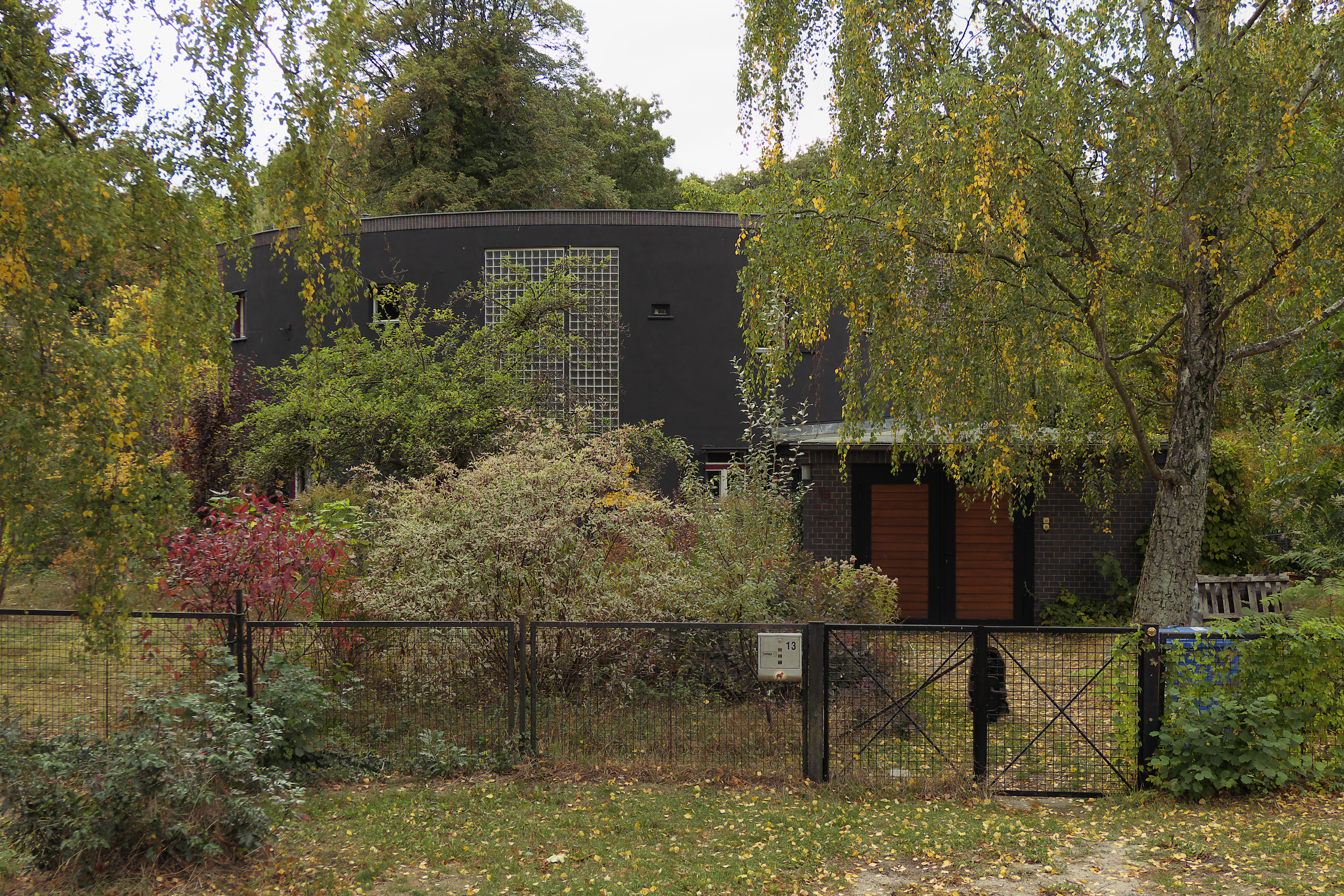
Die Ostfassade des Taut-Hauses in der Wiesenstraße 13 in Dahlewitz bei Berlin von der Straße aus gesehen

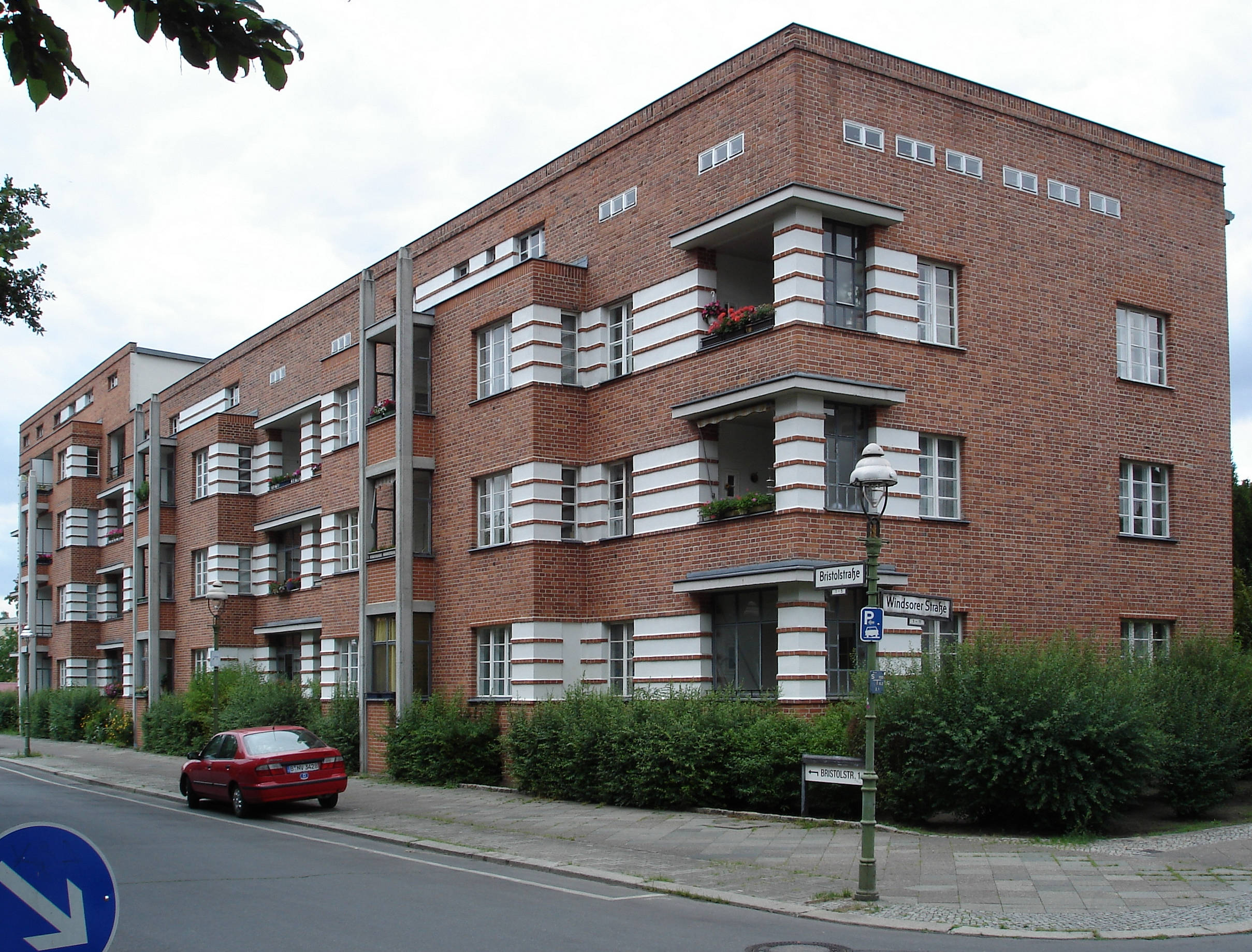
Siedlung Schillerpark (1924)

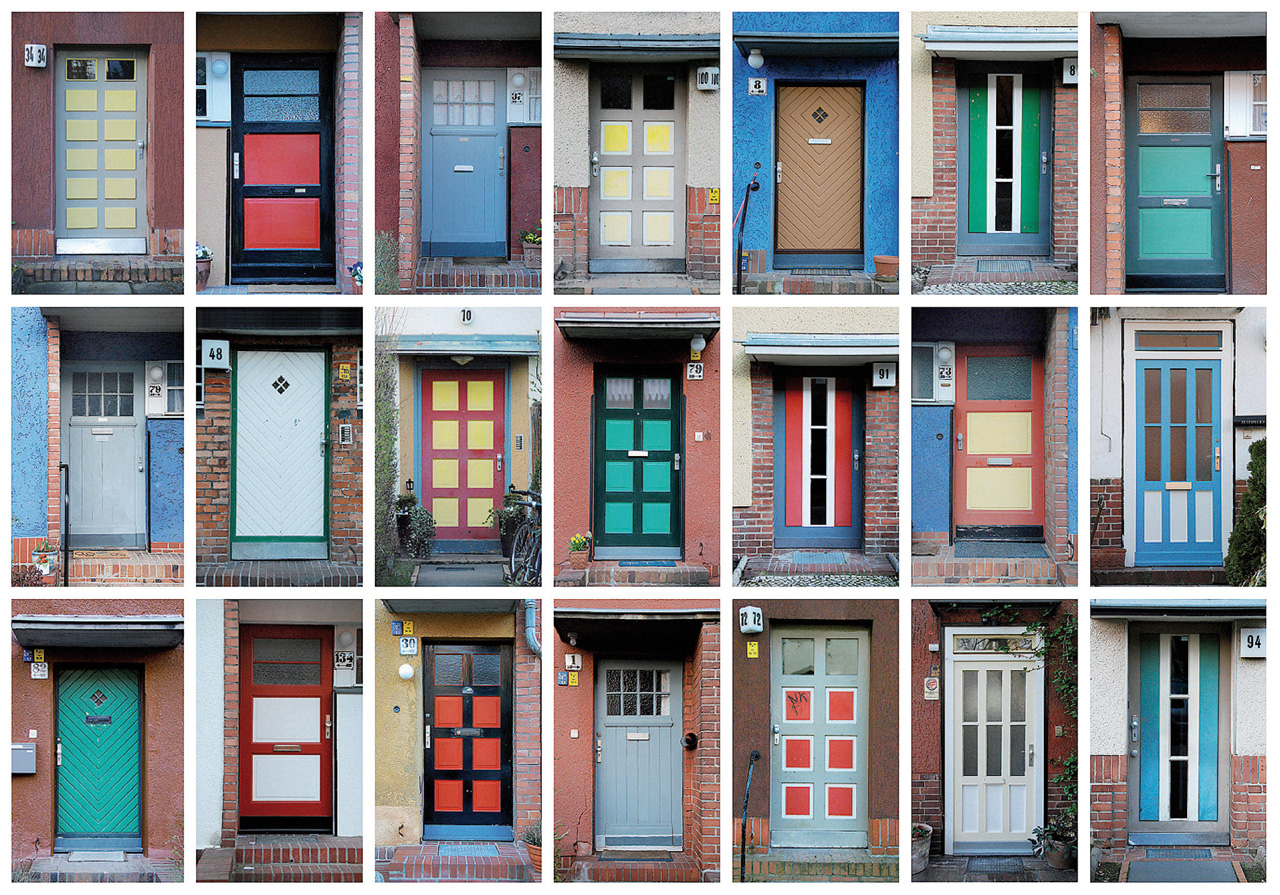
Hufeisensiedlung, Türvarianten (1925–1930)

Schon seit 1920 wohnte Taut in Dahlewitz, wo er sich 1925 bis 1926 ein zweigeschossiges Wohnhaus mit einem Viertelkreis als Grundriss und mit Flachdach baute. Dieses Haus mit fünf Wohnräumen wird in seinem Buch Ein Wohnhaus ausführlich beschrieben und wurde 1989 zum Baudenkmal erklärt. Die gebogene Seite zeigt nach Osten zur Straße und hat eine schwarze Fassade, die beiden ebenen Fassaden sind weiß und zeigen nach Nordwesten und Südwesten. Nördlich dieses Gebäudeteils befindet sich eine Garage mit Wirtschaftsräumen in Klinkerbauweise. Die Rekonstruktion der ursprünglichen Farbgebung der Innen- und Außenflächen wurde 1994 vorgenommen und von der Deutschen Stiftung Denkmalschutz unterstützt. Das Taut-Haus befindet sich in Privateigentum.
Da Taut nach Ende der Arbeiten für den Generalsiedlungsplan keine weiteren Perspektiven mehr in Magdeburg sah, bat er zum 1. April 1924 um seine Entlassung und kehrte nach Berlin zurück. Hier arbeitete er nun wieder mit Hoffmann und seinem Bruder zusammen. Sie führten zwischen 1924 und 1931 mehrere Aufträge zur Errichtung von Wohnsiedlungen aus. Es entstanden zum Beispiel die Siedlung Schillerpark in Berlin-Wedding, die Hufeisensiedlung in Britz, Teile der Siedlung „Freie Scholle“ in Tegel, die „Wohnstadt Carl Legien“ und die Waldsiedlung „Onkel Toms Hütte“ in Zehlendorf. In diesen acht Jahren schuf Taut rund 12.000 Wohnungen in Berlin.
Gemeinsam mit dem Schulreformer Fritz Karsen entwarf Bruno Taut um das Jahr 1928 herum das Konzept einer integrierten Gesamtschule für 2.500 bis 3.000 Schüler. Das unter dem Namen „Schule am Dammweg“ bekanntgewordene Projekt war der Versuch, einem reformpädagogischen Konzept eine adäquate architektonische Gestalt zu geben. Obwohl es bereits Genehmigungen für den Neubau gab, scheiterte es am Widerstand konservativ-gegnerischer Strömungen in der Schulverwaltung. Ein anderes Verhalten legte das Bauamt der Stadt Luckenwalde zu einer nachfolgend errichteten modernen Doppelvolksschule mit Aula an den Tag, um einige ursprüngliche Entwurfsideen von Taut aber dann doch vorsichtig zu übernehmen, gleichwohl auf eigenen Namen. Die Wirtschaftskrise 1929/30 führte zu weiteren Verzögerungen, die dann in einem endgültigen Aus für das Projekt mündeten. Nur ein 1928 von Taut als Probebau errichteter Pavillon, der in den Jahren 1998–2001 restauriert wurde, legt bis heute Zeugnis von den damaligen Plänen ab. Das von Bruno Taut zusammen mit Fritz Karsen entwickelte „Projekt Dammwegschule“ stand einige Jahre später Pate für das „Projekt Universitätsstadt Bogotá“, das der 1936 nach Kolumbien emigrierte Karsen zusammen mit dem ebenfalls dorthin emigrierten Architekten Leopold Rother plante und das dann von Rother realisiert wurde. Der Architekturhistoriker Bray sieht die Entwürfe Karsens und Rothers für den Universitätscampus Bogotá zudem in der Tradition der Hufeisensiedlung:

„Wie schon vorher erwähnt, war es Karsen, der eine Kreisform mit einem Freiraum in der Mitte vorschlug, und er stimmt somit mit Rother überein. Rother, mit seinen theoretischen Kenntnissen des Expressionismus und des modernen Städtebaus, entwickelte dieses Konzept weiter. Sowohl Karsen als auch Rother waren mit diesen Bewegungen vertraut. Karsen, der in Berlin mit Bruno Taut gearbeitet hatte, kannte selbstverständlich die Hufeisensiedlung, welche von Taut nach den Regeln der Gartenstadt entworfen wurde. Taut hatte ebenfalls 1912 den Auftrag bekommen, den Bebauungsplan der Gartenstadt Falkenberg auszuarbeiten. Das Konzept der Hufeisensiedlung, mit einem großräumigen Park in der Mitte, kann man gut mit der ursprünglichen Planung von Karsen für die Universitätsstadt vergleichen. Auch Rother hatte bereits Vorschläge für moderne Wohnsiedlungen gemacht, wie zum Beispiel beim Wettbewerb für den Entwurf einer Polizeiunterkunft in Essen im Jahr 1929. Bei zwei der Variationen, die Rother für diesen Wettbewerb vorschlug, erstellte er ein Wohnsiedlungsschema in Form eines Hufeisens mit einem zentralen Freiraum, sehr ähnlich dem ein paar Jahre zuvor gebauten Projekt von Taut. In seinen Vorlesungen hebt Rother auch Wohnsiedlungsprojekte hervor, die die Dynamik des Expressionismus haben. Ein Beispiel hierfür ist die Berufs- und Fachschule in Berlin Charlottenburg von Hans Poelzig aus dem Jahre 1927, welche ein Vorbild für seine Schulstadt in Santa Marta war. Mit seinen Kenntnissen über die europäische Avantgarde und seinem Interesse am Expressionismus ist es nicht verwunderlich, dass Rother Karsens Idee eines kreisförmigen Vorentwurfes für den Campus in Bogota aufgriff und sie entwickelte.“

Im Jahr 1930 berief die Technische Hochschule Berlin Taut zum Honorarprofessor für Siedlungs- und Wohnungswesen an den Lehrstuhl von Hermann Jansen. Bereits seine Berufung wurde von  Konservativen bekämpft. Er übernahm ein Seminar für Wohnungsbau und Siedlungswesen und führte an der Hochschule die Gemeinschaftsarbeit ein, indem er Studentengruppen bildete und Entwürfe gemeinsam bearbeiten ließ. Taut wurde Mitglied der Preußischen Akademie der Künste, und der japanische Internationale Architektenbund nahm Taut als Ehrenmitglied auf. Immer noch fasziniert von den revolutionären Ideen, die er in der Sowjetunion umgesetzt sah, ging Taut 1932 nach Moskau, wo er für die Stadtverwaltung ein Büro für Neubauten einrichtete. Im gleichen Jahr wurde er Mitglied der Arbeitsgemeinschaft zum Studium der sowjetischen Planwirtschaft (ARPLAN), deren Vorsitz Friedrich Lenz übernahm und deren Geschäftsführer Arvid Harnack wurde. Enttäuscht von der Entwicklung der sowjetischen Architektur und den wirtschaftlichen und technischen Schwierigkeiten, kehrte er aber bereits im Februar 1933 wieder nach Berlin zurück.

### Während des Nationalsozialismus

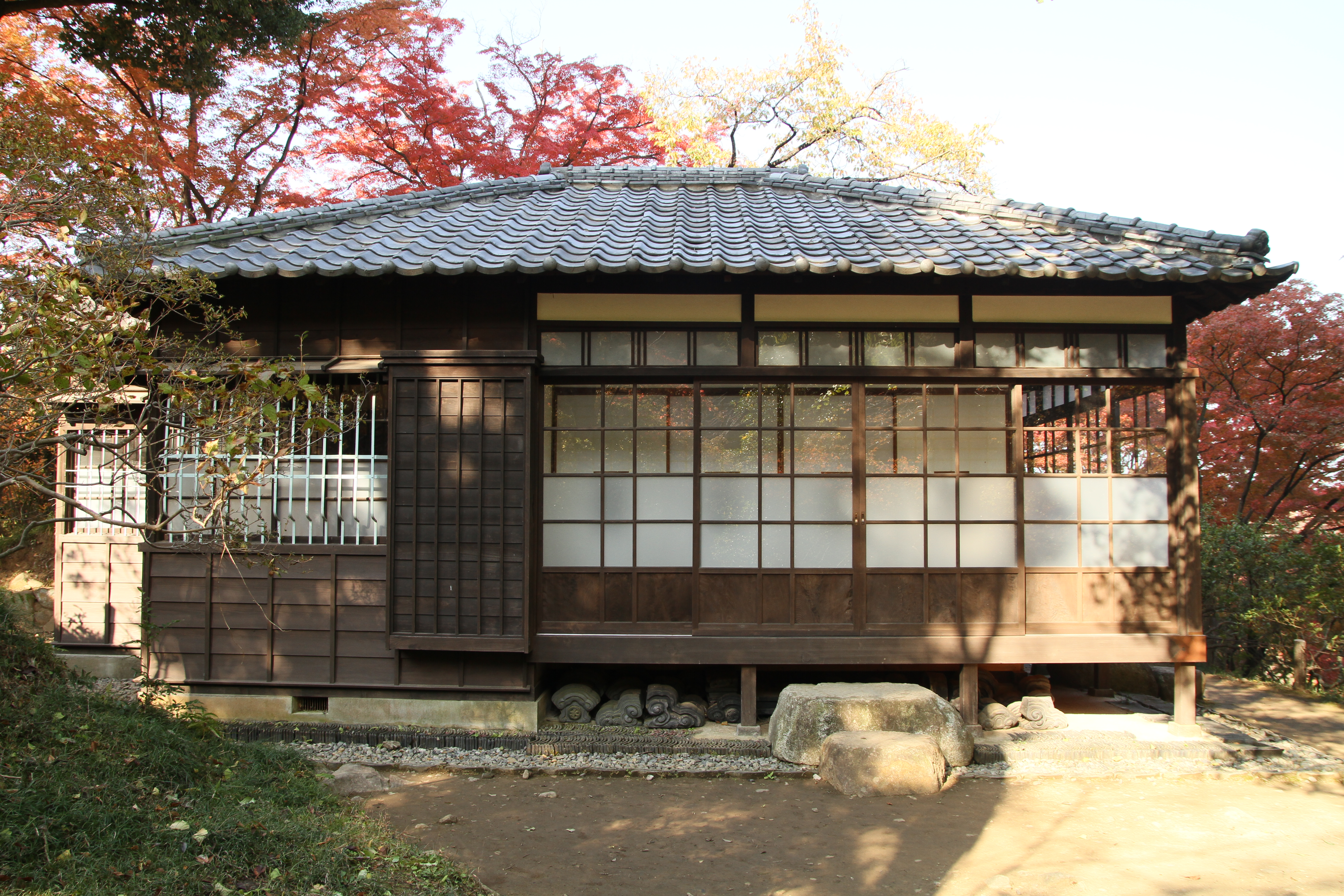
Shenshintei beim Tempel Shorinzan in Takasaki, Tauts Wohnstatt 1934–1936 (Aufnahme von 2013)

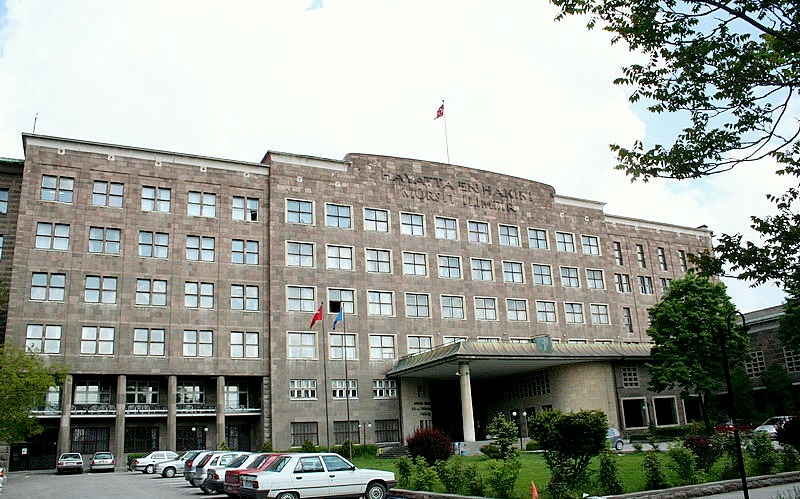
Philologische Fakultät der Universität Ankara (1937)

In Deutschland war Taut seine Handlungsgrundlage entzogen worden. Die inzwischen an die Macht gekommenen Nationalsozialisten hatten ihn als Kulturbolschewisten abgestempelt und ihm die Professur sowie die Mitgliedschaft an der Akademie der Künste entzogen. Taut verließ Deutschland bereits zwei Wochen nach seiner Rückkehr abermals. Er ließ sich nach kurzem Aufenthalt in der Schweiz auf Einladung des japanischen Architekten Isaburō Ueno in Japan nieder. Taut erhielt in Japan jedoch bis auf den Auftrag zum Umbau der Villa des Kaufmanns Rihē Hyūga in Atami, einem Badeort südlich von Tokio, keine Bauaufträge. Diesen Auftrag führte er zusammen mit dem befreundeten Architekten Tetsurō Yoshida aus. Das Gebäude ist heute (2011) Kulturdenkmal und eine Attraktion Atamis. In den Jahren 1933 bis 1936 wandte sich Taut wieder theoretischen Veröffentlichungen zu, in denen er sich vorwiegend mit dem „Neuen Bauen“ beschäftigte. Mit dem Verkauf selbst entworfener kunsthandwerklicher Gegenstände hielt er sich finanziell über Wasser.
Als ihm 1936 die Türkei, die für die Modernisierung des Landes nach ausländischen Architekten suchte, die Professur für Architektur an der Akademie der Künste in Istanbul anbot, siedelte er dorthin mit der Vermittlung seines dortigen Kollegen Martin Wagner um. Er wurde Dekan der Akademie und löste Ernst Egli ab. Neben seiner Lehrtätigkeit erhielt er die Gelegenheit, sich wieder als Architekt zu betätigen; so schuf er unter anderem Pläne für den Bau der Universität Ankara und, als Direktor des Baubüros des Unterrichtsministeriums, für eine Reihe von Schulen in der Türkei. 1938 erschien seine schon in Japan begonnene „Architekturtheorie“ in türkischer Sprache. Im gleichen Jahr veranstaltete die türkische Akademie der Künste eine Ausstellung über Tauts gesamtes Schaffen. Seinen letzten Bauauftrag erhielt Taut zur Gestaltung des Katafalks für den 1938 verstorbenen Staatsgründer Mustafa Kemal Atatürk. Seit mehreren Jahren litt Taut bereits unter einer Asthmaerkrankung. Dieser erlag der 58-Jährige nach einem schweren Anfall am 24. Dezember 1938. Er wurde als bislang einziger Ausländer und Nicht-Muslim auf dem Ehrenfriedhof des türkischen Staates in Edirnekapı, Istanbul bestattet.

### Privates

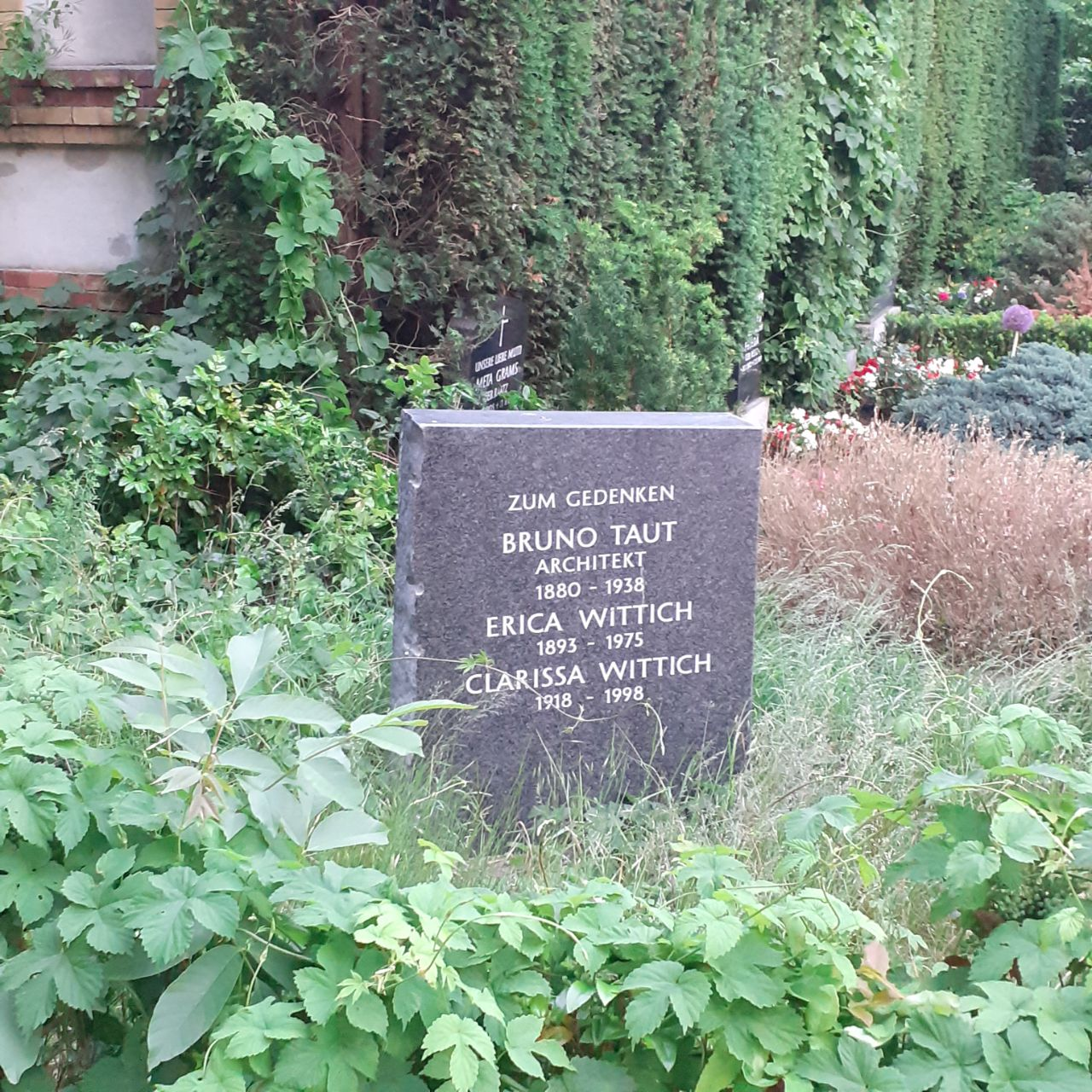
Grab von Erica und Clarissa Wittich (Friedhof Koppelweg, Berlin-Britz)

Bruno Taut war der mittlere von drei Söhnen von Julius Josef Taut (1844–1907) und Auguste Henriette Bertha Taut geb. Müller (1858–1933). Sein älterer Bruder Richard Taut (1876–1911) starb mit 34 Jahren. Am 27. April 1906 heiratete Bruno Taut Hedwig Wollgast (1879–1968), die Tochter eines Gastwirts und Schmiedes aus Chorin. Aus der Ehe stammten zwei Kinder: Heinrich Taut (1907–1995), marxistischer Soziologe und Historiker, sowie Elisabeth Taut (1908–1999), deren Tochter Christine Hellwag (* 1941) 1966 den Rechtsanwalt und späteren Politiker Otto Schily heiratete. Ihre gemeinsame Tochter und damit eine Urenkelin von Bruno Taut ist die Schauspielerin Jenny Schily. Da sein jüngerer Bruder Max Taut 1914 Margarete Wollgast, die Schwester von Hedwig, ehelichte, waren die Brüder gleichzeitig „Schwippschwager“. Ab 1917 bis zu seinem Tod lebte Bruno Taut in einer außerehelichen Beziehung mit Erica Wittich (1893–1975), aus der die gemeinsame Tochter Clarissa Wittich (1918–1998) stammte. Seine Ehe mit Hedwig Taut wurde jedoch nicht geschieden.

## Würdigung

Gedenkstein in der Berliner Hufeisensiedlung

Bruno Taut war Ehrenmitglied der Vereinigung Rostocker Künstler, die in mehreren Ausstellungen der 1920er Jahre einen Schwerpunkt auf progressive Architektur legte.
Eine späte Würdigung erfuhr Tauts Architekturkonzept im Jahre 2008 durch die Aufnahme der von ihm maßgeblich beeinflussten und mitentworfenen Berliner Siedlungen Gartenstadt Falkenberg, Wohnstadt Carl Legien in Berlin-Prenzlauer Berg, Ringsiedlung in Siemensstadt, Hufeisensiedlung Britz, Siedlung Schillerpark im Wedding und Weiße Stadt in die Liste des Weltkulturerbes der UNESCO. Laut Begründung der UNESCO repräsentieren diese Siedlungen einen neuen Typ des sozialen Wohnungsbaus aus der Zeit der klassischen Moderne; sie übten beträchtlichen Einfluss auf die Entwicklung von Architektur und Städtebau aus.
Eine besondere Möglichkeit, die für Taut auch im Bereich der Innenräume typische Farbgebung am realen Objekt zu erleben, bietet das Ferienhaus „Tautes Heim“, das 2010–2012 von zwei engagierten Bewohnern in der Hufeisensiedlung originalgerecht wiederhergestellt und komplett im Stil der 1920er Jahre möbliert wurde. Das Haus mit Garten und Terrasse verfügt außerdem über alle Original-Einbauten, Bauteile und Kachelöfen und wurde 2013 mit dem renommierten European Prize for Cultural Heritage / Europa-Nostra-Preis sowie dem Berliner Denkmalschutzpreis, der Ferdinand-von-Quast-Medaille, ausgezeichnet.

## Zitat
„Bei Genossenschaftsbauten muss der Wille einer Gesamtheit erspürt werden“

## Popkulturelle Rezeption
In einer Folge („Anzug aus!“) der TV-Serie How I Met Your Mother trägt Barney Stinson, gespielt von Neil Patrick Harris, ein T-Shirt mit dem Cover von Tauts Buch Die neue Wohnung. Ebenso trägt Dax Shepard in seiner Rolle Crosby Braverman in Parenthood, in der Folge Na, was geht?, ein T-Shirt mit demselben Aufdruck. In Ben Aaronovitchs Ein Wispern unter Baker Street, dem vierten Band seiner Urban-Fantasy-Reihe Die Flüsse von London, spielt das stadtplanerische Konzept Tauts eine bedeutende Rolle.

## Bauten und Entwürfe
Im Laufe seiner Berufstätigkeit arbeitete Bruno Taut in einem gemeinsamen Architekturbüro mit seinem Bruder Max Taut und dem Architekten Franz Hoffmann (Taut & Hoffmann). Einzeln oder gemeinsam schufen sie:
- eine Halle für die Dampfwaschwerke von Erwin Reibedanz (1878–1919) in der Teilestraße 23 (zum Teil als Baudenkmal erhalten)[22]
- Pavillon „Monument des Eisens“ für die Internationale Baufachausstellung in Leipzig 1913 (nicht erhalten)[23]
- Gartenstadt Falkenberg (auch „Tuschkastensiedlung“ genannt) in Berlin, 1913
- Wohnsiedlung „Reform“ in Magdeburg, 1913
- Glaspavillon für die Werkbundausstellung in Köln, 1914 (zerstört)
- Miethaus Tiergartenstraße 34 A, Berlin, 1915[24]
- Wohnsiedlung der Hohenlohewerke in Kattowitz (Oberschlesien), 1915–1920
- Taut-Kioske, 1921
- Ausstellungshalle „Stadt und Land“ in Magdeburg, 1922 (heute Hermann-Gieseler-Halle)
- Siedlung Freie Scholle in Trebbin
- Wohnbebauung für die Gemeinnützige Baugenossenschaft „Freie Scholle“ zu Berlin e.G.m.b.H. in Berlin-Tegel, 1924–1932[25]
- Siedlung Schillerpark in Berlin-Wedding, 1924–1930
- Wohnsiedlung Britz („Hufeisensiedlung“) in Berlin-Britz, 1925
- Großsiedlung „Onkel Toms Hütte“ in Berlin-Zehlendorf, 1926
- Trierer Straße 8–18, 13088 Berlin, 1925–1926
- Wohnhaus „Käseglocke“ in Worpswede, 1926
- Taut-Siedlung in der Buschallee, 13088 Berlin, 1925–1929
- Wohnanlage Conrad-Blenkle-Straße/Rudi-Arndt-Straße in Berlin-Prenzlauer Berg, 1926/27
- Wohnanlage Heinz-Bartsch-Straße/Paul-Heyse-Straße in Berlin-Prenzlauer Berg, 1926/27
- Wohnanlage Grellstraße in Berlin-Prenzlauer Berg, 1927
- Villa des Leipziger Schauspielhausdirektors Wilhelm Berthold in Markkleeberg-Gautzsch, 1927[26]
- Wohnanlage Normannenstraße in Berlin-Lichtenberg, vollendet 1928 (drei Wohnhäuser im Stil der Neuen Sachlichkeit, 1979 zwecks Erweiterung der Zentrale des Ministeriums für Staatssicherheit abgerissen)[27]
- Wohnstadt Carl Legien, Berlin-Prenzlauer Berg, 1928–1930
- Haus des Deutschen Verkehrsbunds in Berlin-Mitte, begonnen 1927, vollendet von Max Taut 1930
- Wohnanlage Ossastraße in Berlin-Neukölln, 1928
- ein Teil der Friedrich-Ebert-Siedlung in Berlin-Wedding, 1928–1932
- Pavillon für die geplante Schule am Dammweg als Neubau für die Karl-Marx-Schule 1928
- ehemaliges Gymnasium Walther Rathenau in Senftenberg, 1932 (heute Grundschule)[28]
- Fakultät für Sprache, Geschichte und Geographie der Universität Ankara, 1937

## Schriften
Vollständige Literaturliste von Bruno Taut bis 1936 siehe unter Weblinks: Stadt Magdeburg
- Bruno Taut: Drei Siedlungen. In: Wasmuths Monatshefte für Baukunst. Nr. 5, 1919, S. 183–192 (zlb.de).
- mit Beiträgen von Paul Scheerbart, Erich Baron, Adolf Behne: Die Stadtkrone. Jena 1917 (Nachdruck Gebr. Mann Verlag, Berlin 2003, ISBN 3-7861-2404-3).
- Alpine Architektur. Folkwang-Verlag, Hagen 1919, urn:nbn:de:gbv:wim2-g-4412086 (Neuauflage herausgegeben von Matthias Schirren, ISBN 3-7913-3156-6).
- Die Auflösung der Städte, oder: Die Erde, eine gute Wohnung, oder auch: Der Weg zur Alpinen Architektur. Folkwang-Verlag, Hagen 1920.
- Der Weltbaumeister. Architekturschauspiel für symphonische Musik. Dem Geiste Paul Scheerbarts gewidmet. Hagen 1920.
- (Hrsg.) Frühlicht. Vier Hefte, 1920–1922 (Nachdruck: Gebr. Mann Verlag, Berlin 2000, ISBN 3-7861-1862-0).
- Die neue Wohnung. Die Frau als Schöpferin. Leipzig 1924 (Nachdruck: Gebr. Mann Verlag, Berlin 2001, ISBN 3-7861-2362-4).
- Ein Wohnhaus. Reihe der Kosmos-Baubücher, Verlag Franckh’sche Buchhandlung, Stuttgart 1927 (Nachdruck: Gebr. Mann Verlag, Berlin 1995, ISBN 3-7861-1894-9).
- Bauen. Der Neue Wohnbau. Herausgegeben von der Architektenvereinigung „Der Ring“, Verlag Klinkhardt & Biermann, Berlin 1927.
- Die neue Baukunst in Europa und Amerika. Stuttgart 1929.
- zusammen mit Heinrich Taut: Bruno Taut. Natur und Fantasie. 1880–1938. Herausgegeben von Manfred Speidel, Ernst & Sohn, Berlin 1995, ISBN 3-433-02641-6.
- People and Houses of Japan. Tokyo 1937 (deutsch Das japanische Haus und sein Leben. Nach dem Originalmanuskript Tauts erschienen im Gebr. Mann Verlag, Berlin 1997, ISBN 3-7861-1882-5).
- Ich liebe die japanische Kultur. Kleine Schriften über Japan. Herausgegeben von Manfred Speidel, Gebr. Mann Verlag, Berlin 2003, ISBN 3-7861-2460-4.
- Ex Oriente Lux. Die Wirklichkeit einer Idee. Eine Sammlung von Schriften 1904–1938. Herausgegeben, mit einer Einleitung und Erläuterungen versehen von Manfred Speidel, Gebr. Mann Verlag, Berlin 2007, ISBN 978-3-7861-2549-5.
- Nippon mit europäischen Augen gesehen. Herausgegeben, mit einem Nachwort und Erläuterungen versehen von Manfred Speidel. Gebr. Mann Verlag, Berlin 2009, ISBN 978-3-7861-2612-6.
- Japans Kunst mit europäischen Augen gesehen. Herausgegeben, mit einem Nachwort und Erläuterungen versehen von Manfred Speidel. Gebr. Mann Verlag, Berlin 2011, ISBN 978-3-7861-2647-8.
- Bruno Taut in Japan: Das Tagebuch. Band 1–3 (1933–36). Hrsg. von Manfred Speidel. Gebr. Mann Verlag, Berlin 2013–2016.